# Habsburg Ottó Alapítvány
A Habsburg Ottó Alapítvány a magyar Országgyűlés felhívására Habsburg Ottó hagyatékának gondozására a kormány által létrehozott alapítvány. Az Alapítvány közhasznú jogállással rendelkezik. Az Alapítvány vagyonának biztosításáról a kormány gondoskodik. Székhelye: 1088 Budapest, Szentkirályi u. 51 (Józsefvárosi Evangélikus Egyházközség).

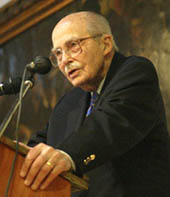
Habsburg Ottó

## Az Alapítvány feladata
- a) Habsburg Ottó szellemi örökségének méltó módon történő kezelése, gondozása, valamint a hagyaték történelmi jelentőségű részének (a továbbiakban: hagyaték) egységes gyűjteménybe rendezése,
- b) a hagyaték tudományos kutatásának elősegítése,
- c) Habsburg Ottó – mint a magyar és az európai történelem meghatározó személyisége – tevékenységének széles körű bemutatása, megismertetése, emlékének megőrzése,
- d) a hagyaték más külföldi országokban történő kiállításának koordinálása,
- e) tudományos kutató- és konferencia központ működtetése.[5]

Az Alapítvány a hagyaték egységes gyűjteménnyé rendezésével, megóvásával és kutathatóságának biztosításával kapcsolatos feladatokat közfeladatként látja el. A közfeladat ellátásához szükséges pénzügyi fedezet biztosításáról a költségvetési törvény rendelkezik.